# Swertia uniflora
Swertia uniflora är en gentianaväxtart som beskrevs av Gottfried Wilhelm Johannes Mildbraed. Swertia uniflora ingår i släktet Swertia och familjen gentianaväxter. Inga underarter finns listade i Catalogue of Life.